# Господари саване
Господари саване (енгл. The Ghost and the Darkness), познат и као Дух и тама, је историјски пустоловни филм из 1996. године у режији Стивена Хопкинса, а по сценарију Вилијема Голдмана, док главне улоге тумаче Вал Килмер и Мајкл Даглас.
Филм је заснован на истинитој причи о лавовима људождерима који су паралисали изградњу железничке пруге у региону реке Тсаво у Кенији 1898. године. Приликом креирања филма коришћене су информације садржане у књизи стварног учесника ових догађаја, пуковника Џона Хенрија Патерсона.

## Радња
Крај 19. столећа. Млади инжењер Патерсон добија упутницу да изгради мост у Африци од циничног, хладнокрвног руководитеља једне компаније, Роберта Бомонта. Пре него што подређени оде, шеф изјављује да га није брига што Патерсон треба да се врати својој жени која чека дете на време, и упозорава да ако мисија да изгради један од најбољих мостова у региону Цаво (Кенија) не успе, учиниће све да заувек уништи репутацију инжењера. Патерсон, који је цео живот сањао да посети Африку, не клоне духом, већ креће на одредиште, остављајући трудну жену у Енглеској, и стиже у Цаво. После неког времена, једног од радника напада лав, којег Патерсон убрзо убија из заседе.
Седам недеља касније почињу ноћни напади, а њихова прва жртва је најјачи радник Макхино, који је једном голим рукама убио људождерског лава. Он и још један становник пронађени су следећег јутра мртви. Лавови почињу прави лов на раднике, а Патерсон у међувремену прима радосно писмо од своје жене. У то време, лав из заседе јури директно у гомилу радника, убивши једног од њих на ивици логора. Патерсон, Ангус Стерлинг и Кенијац Семјуел јуре лава, али лав успева да побегне захваљујући нападу другог лава. Стерлинг умире.
Неколико жртава са тешким повредама и маларијом налази се на лечењу у болници под руководством главног медицинског службеника Дејвида Хоторна. Изградња моста касни, а Патерсон је приморан да убеди раднике да наставе да граде. Како би убили предаторе, позивају познатог ловца Чарлса Ремингтона, који лови са племеном Масаи. Међутим, лов не успева - Патерсонова пушка не опали. Масаји одлазе, говорећи да они нису лавови, већ демони - Дух и Тама. Радници од сада крволочне животиње тако називају, сматрајући их ђаволима.
Следеће ноћи лавови нападају логор, убивши много људи. Успаничени радници беже из Тсавоа. Ремингтон и Патерсон проналазе лављу јазбину у пећини, где су се накупиле гомиле костију њихових жртава. Ловци схватају да ови предатори убијају из задовољства. Убрзо успевају да убију једног лава, али ноћу стиже још један и убија Ремингтона. Патерсон спаљује Ремингтоново тело и, након што је намамио оближњег лава, убија га.